# Yentl Schieman
Yentl Schieman (Goes, 22 mei 1986) is een Nederlands actrice, zangeres en cabaretière. Samen met Christine de Boer vormt ze het muzikale cabaretduo 'Yentl en de Boer'.

## Biografie
Schieman ruilde na 18 jaar het Zeeuwse dorp Kruiningen in voor Amsterdam voor een carrière in het theater. Ze besloot naar De Amsterdamse Toneelschool&Kleinkunstacademie in Amsterdam te gaan, waar ze in 2009 afstudeerde. Met klasgenoot Christine de Boer richtte ze in 2012 het cabaretduo Yentl en de Boer op, waarmee ze in 2013 zowel de Wim Sonneveldprijs als de publieksprijs wonnen op het Amsterdams Kleinkunst Festival.
In het theater was Schieman onder meer te zien in de muziektheatervoorstelling The Beatles – Here, There and Everywhere geregisseerd door Ruut Weissman, Asterdorp van het M-Lab en De Batavia van Hummelinck Stuurman. Naast haar maakprojecten met Christine de Boer speelde zij haar solo Omdat ik niet van Sprookjes hou onder regie van Niels van der Laan en maakte ze samen met Daan Colijn Oma voor productiehuis Bontehond. Op televisie was ze te zien in de series Seinpost en Amsterdam En Vele Anderen. Yentl Schieman maakt sinds 2014 deel uit van het singer-songwriters collectief Het Nieuwe Lied.
In september 2015 ging de film 'De Overkant' van Marnix Ruben in première, een verfilming van het gelijknamige korte verhaal van Freek de Jonge, waarin Schieman de vrouwelijke hoofdrol vertolkt.
Tijdens de 18e editie van het internationale filmfestival Film by the Sea in Vlissingen nam Schieman samen met Saskia Noort, Winnie Sorgdrager, André van Duren, Annelies Verbeke en Jaap Robben plaats in de vakjury onder leiding van voorzitter Adriaan van Dis.
In september 2021 verscheen de vierdelige serie Yentl en de Boer de Serie bij BNNVARA.
In de film Captain Nova uit 2021 speelde ze de rol van moeder van Nova.
In 2023 en 2024 staan Yentl en de Boer in de theaters met hun voorstelling Modderkruipers. 

## Persoonlijk
Yentl heeft een relatie met acteur Yannick van de Velde, hij is bekend van Rundfunk. Samen kregen zij op 26 december 2019 een dochter.

## Prijzen
- 2013: Juryprijs (Wim Sonneveldprijs) en publieksprijs voor De Mensen op het Amsterdams Kleinkunst Festival met Yentl en de Boer
- 2015: Annie M.G. Schmidtprijs 2014 voor tekst, muziek en uitvoering van het lied Ik heb een man gekend (Yentl en de Boer)
- 2021: Annie M.G. Schmidtprijs 2020 voor tekst, muziek en uitvoering van het lied Het is begonnen (Yentl en de Boer)

- International Standard Name Identifier: 0000 0004 6632 0795
- MusicBrainz: 84173f06-b281-486b-8b87-aac84594b02c
- Virtual International Authority File: 7481168740925879530004